# Дружненское сельское поселение (Краснодарский край)
Дружненское сельское поселение — муниципальное образование в Белореченском районе Краснодарского края России.
В рамках административно-территориального устройства Краснодарского края ему соответствует Дружненский сельский округ.
Административный центр — посёлок Дружный.

## Население
| 2010  | 2012  | 2013  | 2014  | 2015  | 2016  | 2017  |
| ----- | ----- | ----- | ----- | ----- | ----- | ----- |
| 3669  | ↗3728 | ↗3792 | ↗3904 | ↗4007 | ↗4087 | ↗4103 |
| 2018  | 2019  | 2020  | 2021  | 2023  |       |       |
| ↗4115 | ↗4134 | ↗4136 | ↘2932 | ↘2872 |       |       |

## Населённые пункты
В состав сельского поселения (сельского округа) входят 4 населённых пункта:
| № | Населённый пункт | Тип населённого пункта | Население (чел.) |
| - | ---------------- | ---------------------- | ---------------- |
| 1 | Дружный          | посёлок                | ↗1297            |
| 2 | Мирный           | посёлок                | ↗810             |
| 3 | Долгогусевский   | хутор                  | ↘1542            |
| 4 | Лукашёв          | хутор                  | →20              |